# 부일여객
부일여객자동차(釜日旅客自動車)는 부산광역시 기장군 기장읍 청강리 동부산 공영차고지에 본사가 있는 시내버스 운송 업체이다.

## 역사 및 현황
1980년 4월 1일 부산여객에서 차량 일부를 분사시켜 설립하였다. 2012년 5월 5일부터 본사가 동부산 공영차고지로 이전함에 따라 시내버스 노선들은 동부산 공영차고지에서 출발 하며, 마을버스는 해운대 9번만 동부산관광단지에서 출발하며, 나머지 노선은 해운대나 센텀에서 출발한다. 마을버스인 해운대 순환버스는 해운대역에서 출발한다. (구) 경동여객(慶東旅客)과 통합했다. 1991년부터 1999년까지는 우진서비스(宇進―)라는 사명을 사용하였다.

## 차고지
- 부산광역시 기장군 기장읍 기장대로 313 (동부산공영차고지(본사): 전 시내버스 시종착 및 관리 / 전 마을버스 야간주박 및 관리)

## 운행 노선

### 시내버스
- ● 38번: 청강리공영차고지 ↔ 송정해수욕장입구 ↔ 부흥고 해운대백병원 ↔ 해운대역 ↔ 수영2호교 ↔ 광안리해수욕장 ↔ 황령터널 ↔ 수정산복도로 ↔ 중앙공원.민주공원
- ● 40번: 청강리공영차고지 ↔ 송정해수욕장입구 ↔ 해운대고 ↔ 해운대관광고등학교 ↔ 센텀시티역.BEXCO ↔ 경성대학교 ↔ 문현교차로 ↔ 부산진시장 ↔ 부산역 ↔ 국제시장 ↔ 구덕운동장
- ● 185번: 청강리공영차고지 ↔ 내리 ↔ 국립부산과학관 ↔ 동부산관광단지 ↔ 송정해수욕장 ↔ 광어골 ↔ 장산역

### 급행버스
- ● 1001번: 청강리공영차고지 ↔ 용궁사국립수산과학원 ↔ 송정해수욕장입구 ↔ 장산역 ↔ 해운대역 ↔ 센텀시티역.BEXCO ↔ 경성대학교 ↔ 문현교차로 ↔ 부산역 ↔ 부산터널 ↔ 서대시장 ↔ 대티터널 ↔ 괴정초등학교↔ 동아대학교(심야 노선도 동일)
- ● 3006번 : 청강리공영차고지 ↔ 송정해수욕장입구 ↔ 장산역 ↔ 해운대역 ↔ 올림픽교차로 환승센터 ↔ 광안대교 ↔ 동명대학교후문 ↔ 부산항대교 ↔ 해동병원 ↔ 남항대교 ↔ 고신대학교 복음병원 ↔ 감천사거리 ↔ 장림 ↔ 을숙도대교 ↔ 명지오션시티 ↔ 르노코리아 ↔ 경제자유구역청

### 이전 운행 노선
- ● 182번: 청강리공영차고지 → 동해선송정역 → 부흥고.해운대백병원 → 장산역 → 부흥고.해운대백병원 → 동해선송정역 → 기장읍사무소 → 기장시장 → 교리입구 → 기장체육관 → 동해선일광역 → 화전리.일광초등학교 → 좌천초등학교 → 원자력의학원 → 부산장안고등학교 → 부산프리미엄아울렛 → 광명사입구 → 달산마을 → 기장군도시관리공단 → 정관읍사무소.기장소방서 → 한진해모로 → 이지더원1차 → 한진해모로 → 정관읍사무소.기장소방서 → 기장군도시관리공단 → 달산마을 → 광명사입구 → 부산장안고등학교 → 동남권원자력의학원 → 좌천초등학교 → 화전리.일광초등학교 → 동해선일광역 → 교리입구 → 기장시장 → 기장읍사무소 → 기장2주공 → 청강리 공영차고지 (현재는 부산여객이 단독 운행중)
- ● 2029번 :김해국제공항 ↔ 주례역 ↔ 서면역 ↔ 광안역 ↔ 백스코 ↔ 장산역 ↔ 해운대백병원 (부산여객, 태영버스와 공동 배차)
- ● 해운대구7번: 스펀지→순복음교회→양운고→좌4동→부흥고→좌2동→장산역→추리문학관→해운대구청→스펀지
- ● 해운대구8번: 스펀지→해운대시장→힐스테이트위브→경남선경A→장산역→부흥고→좌4동→양운고→해운대고→스펀지
- ● 해운대구9번: 해동용궁사→송정해수욕장→장산역→스펀지→신동아아파트→해운대역
- ● 해운대구3-2번: 벡스코.홈플러스→센텀롯데백화점→센텀파크→센텀피오레.송수초→재송역→센텀파크→센텀롯데백화점→벡스코.홈플러스 - 센텀여객과 공동배차

## 보유 차량

#### 현대자동차
- 현대 그린시티
- 현대 뉴 슈퍼 에어로시티
- 현대 저상 뉴 슈퍼 에어로시티
- 현대 일렉시티
- 현대 유니버스 스페이스 엘레강스
- 현대 뉴 프리미엄 유니버스 엘레강스

#### KGM커머셜
- 에디슨모터스 스마트 110

## 갤러리

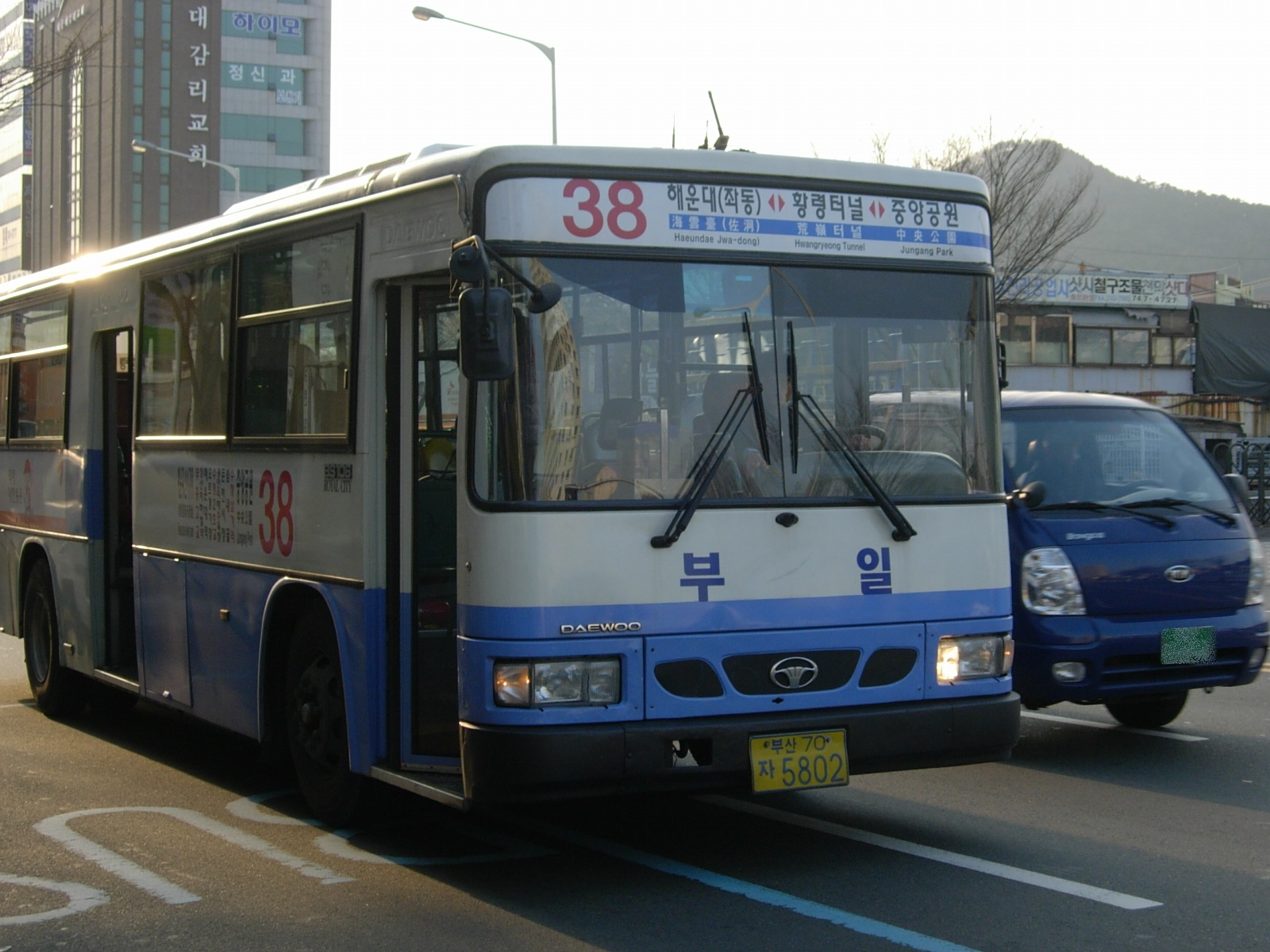
부산시내버스 38번 (대차 전)
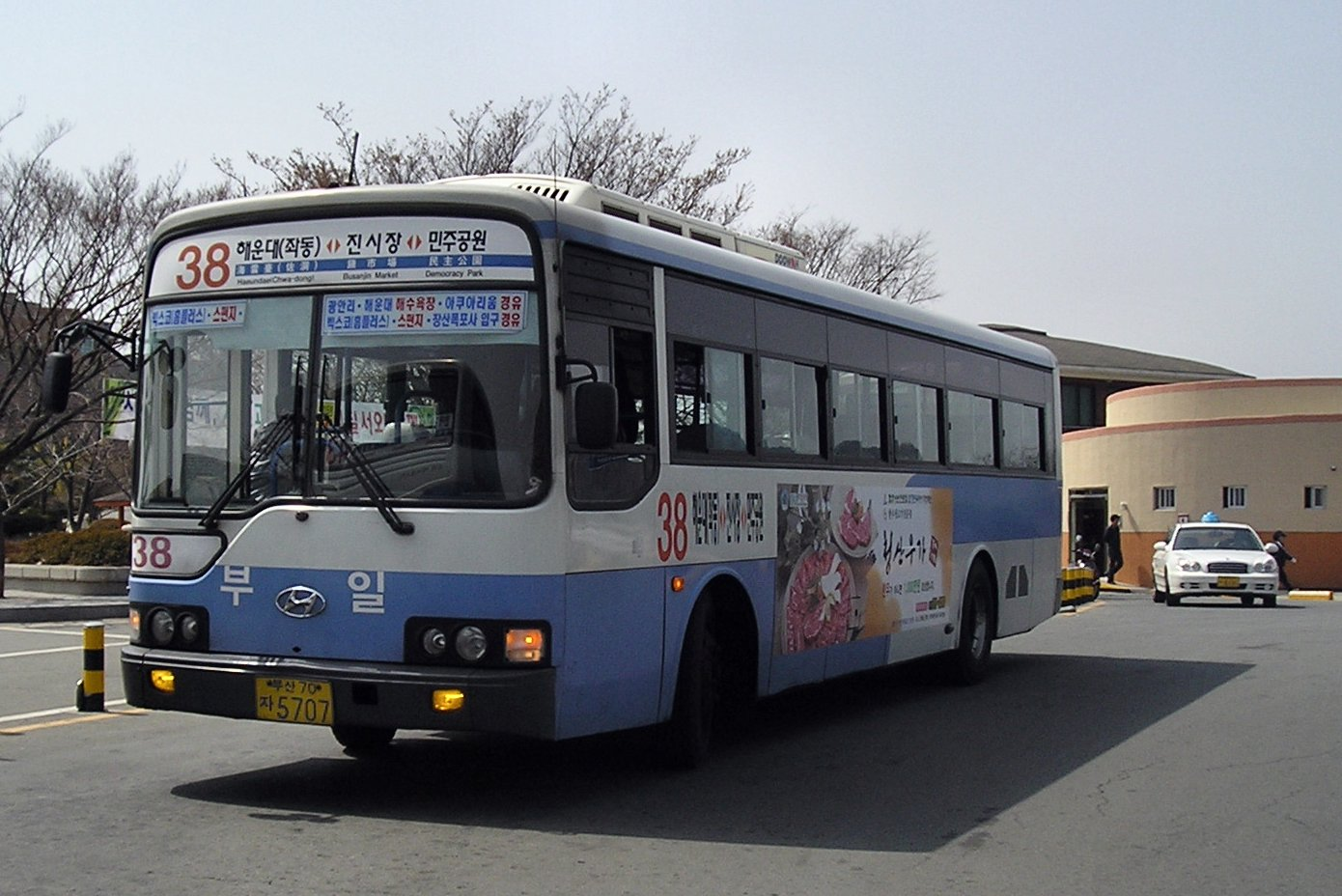
부산시내버스 38번 (진시장 경유시절)
부산시내버스 1001번
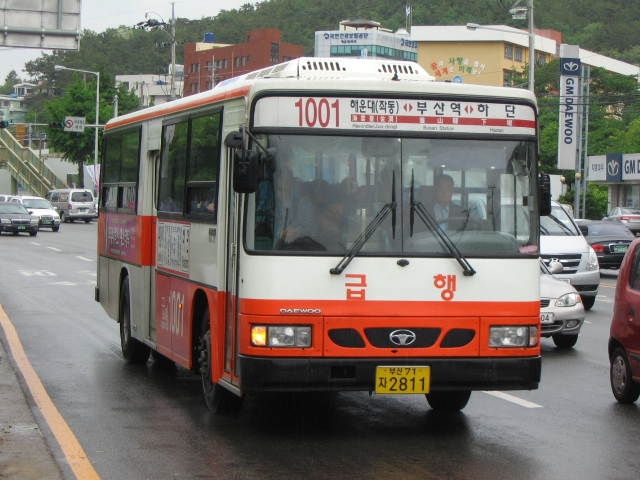
부산시내버스 1001번 (대차 전)
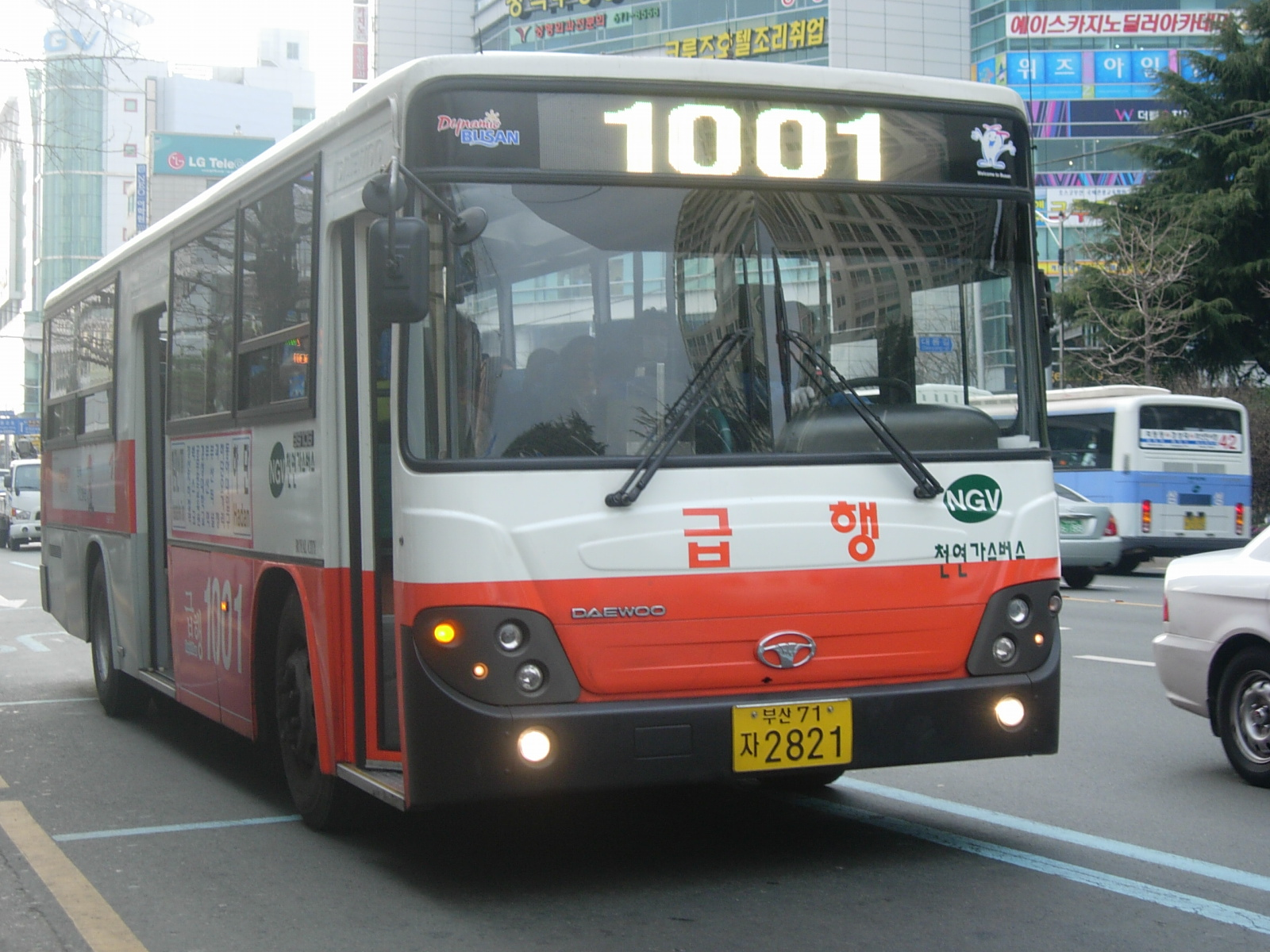
부산시내버스 1001번 (대차 전)

## 같이 보기
- 부산여객